# Стеарат кальция
Стеарат кальция — химическое соединение,
соль кальция и  стеариновой кислоты 
с формулой Ca(C17H35COO)2,
бесцветное (белое) вещество,
не растворяется в воде.

## Получение
- Обменная реакция стеарата натрия и хлорида кальция:
{\displaystyle {\ce {CaCl2 + 2 C17H35COONa -> Ca(C17H35COO)2 v + 2 NaCl}}}
- Образуется при использовании мыла в жёсткой воде:
{\displaystyle {\ce {Ca(HCO3)2 + 2 C17H35COOH -> Ca(C17H35COO)2 v + 2 CO2 ^ + H2O}}}

## Физические свойства
Стеарат кальция образует бесцветное (белое) вещество.
Не растворяется в воде и этаноле.

## Применение
- Загуститель смазочных материалов, например солидола. Применение ограничено низкой термостойкостью.
- Стабилизатор поливинилхлорида и смазка для него.
- Вспомогательный сиккатив и матирующая добавка в лакокрасочных материалах.
- Гидрофобизатор для цемента и тканей.
- Эмульгатор для косметических препаратов.
- Вспомогательный компонент в лекарственных препаратах.